# Sakuta Takefushi
Sakuta Takefushi (竹節 作太, Takefushi Sakuta), né le 17 avril 1906 à Hirao (maintenant partie de Yamanouchi) et mort 12 août 1988, est un fondeur et spécialiste japonais du combiné nordique.
Il a notamment participé aux Jeux olympiques de 1928 à St-Moritz.

## Carrière
Sakuta Takefushi étudie au Lycée Iiyama Kita de la préfecture de Nagano (ja) puis à l'École supérieure de commerce de l'Université Waseda (ja) jusqu'en 1929.
Pendant qu'il est étudiant à l'Université Waseda, il fait partie du relais de ski de fond. Il remporte les titres en 1925 et 1926 et l’Université Waseda avec des athlètes comme Subaru Takahashi (en), Minoru Nagata (en) ou encore Takeo Yazawa-Hoshina (en) remporte également les titres en 1927 et 1928. C'est l'âge d'or de l'Université de Waseda. Lors de sa seule participation aux Jeux olympiques d'hiver en février 1928 à Saint-Moritz, il termine 31e sur 18 km et 26e sur 50 km. Il abandonne durant le combiné nordique. En 1930, il publie son premier manuel sur le ski et le fart qui est encore méconnu au Japon.
Après avoir obtenu son diplôme, il travaille comme journaliste au Tokyo nichi nichi shinbun. En 1936, il est membre de la première expédition japonaise dans l'Himalaya. L'expédition grimpe le Nanda Kot (en). Un film de cette ascension est réalisé, perdu puis redécouvert en 2016. Entre 1949 et 1954, il est le directeur général de la Fédération japonaise de ski (de). En 1952 et 1954, il est membre des deux premières expéditions sur le Manaslu. En 1959, il prend sa retraite et il occupe un poste de conseiller sur le développement du tourisme à Hakuba.

## Résultats

### Jeux olympiques
| Épreuve / Édition | St-Moritz 1928 |
| Combiné nordique  | Non classé     |
| Ski de fond 18 km | 31e            |
| Ski de fond 50 km | 26e            |

## Publications
Au cours de sa vie, il publie un livre sur le fartage en 1930, puis des livres sur l'alpinisme.